# Miami Dolphins 2012
La stagione 2012 dei Miami Dolphins è stata la numero 47 della franchigia, la quarantatreesima nella National Football League. La squadra si è classificata seconda nella AFC East division con un record di 7-9 e per il quarto anno consecutivo non ha raggiunto i playoff.
Sotto la direzione del nuovo capo-allenatore Joe Philbin, la squadra ha affidato il ruolo di quarterback titolare a Ryan Tannehill, scelto nel primo giro del Draft NFL 2012. Ryan Tannehill è diventato il primo quarterback rookie della storia dei Dolphins a disputare tutte le partite della stagione come titolare. Nella settimana 4 contro gli Arizona Cardinals, Tannehill ha superato il record di franchigia di Dan Marino in una stagione da rookie passando 431 yard, una sola in meno dell'allora record NFL per un rookie di Cam Newton. In quella stessa gara, il wide receiver Brian Hartline ha stabilito il nuovo record di franchigia, ricevendo 12 passaggi per 253 yard.

## Scelte nel Draft 2012
| Giro | Scelta | Giocatore        | Ruolo            | College        |
| ---- | ------ | ---------------- | ---------------- | -------------- |
| 1    | 8      | Ryan Tannehill   | Quarterback      | Texas A&M      |
| 2    | 42     | Jonathan Martin  | Offensive Tackle | Stanford       |
| 3    | 72     | Olivier Vernon   | Defensive End    | Miami (FL)     |
| 3    | 78     | Michael Egnew    | Tight End        | Missouri       |
| 4    | 103    | Lamar Miller     | Running Back     | Miami (FL)     |
| 5    | 155    | Josh Kaddu       | Linebacker       | Oregon         |
| 6    | 183    | B.J. Cunningham  | Wide Receiver    | Michigan State |
| 7    | 215    | Kheeston Randall | Defensive Tackle | Texas          |
| 7    | 227    | Rishard Matthews | Wide Receiver    | Nevada         |

## Staff
| Staff dei Miami Dolphins nella stagione 2012 |
| --- |
| Organi dirigenziali - Chairman/Managing General Partner: Stephen M. Ross - Capo esecutivo: Mike Dee - General Manager: Jeff Ireland Capo allenatore - Joe Philbin Altri allenatori - Sviluppo della forza e della condizione: Darren Krein - Assistente dello sviluppo della forza e della condizione: Dave Puloka - Qualità e controllo della difesa/Assistente Linebacker: David Corrao - Qualità e controllo dell'attacco: Vacante Allenatori dell'attacco - Coordinatore dell'attacco: Mike Sherman - Assistente dell'attacco: Ben Johnson - Quarterback: Vacante - Assistente Quarterback: Zac Taylor - Running back: Jeff Nixon - Wide Receiver: Ken O'Keefe - Assistente Wide Receiver: Phil McGeoghan - Tight End: Dan Campbell - Offensive Line: Jim Turner - Assistente Offensive Line: Chris Mosley Allenatori della difesa - Coordinatore della difesa: Kevin Coyle - Assistente della difesa: Charlie Bullen - Defensive Line: Kacy Rodgers - Linebacker: George Edwards - Defensive Back: Lou Anarumo - Assistente Defensive Back: Blue Adams Allenatori dello special team - Coordinatore dello Special Team: Darren Rizzi - Assistente dello Special Team: Dave Fipp |

## Roster
| Roster dei Miami Dolphins nella stagione 2012 |
| --- |
| Quarterback - 7 Pat Devlin - 8 Matt Moore - 17 Ryan Tannehill Running Back - 22 Reggie Bush - 41 Jorvorskie Lane FB - 44 Lamar Miller - 34 Marcus Thigpen - 33 Daniel Thomas Wide Receiver - 87 Anthony Armstrong - 15 Davone Bess - 10 Jabar Gaffney - 82 Brian Hartline - 86 Rishard Matthews - 14 Marlon Moore Tight End - 42 Charles Clay FB - 84 Michael Egnew - 80 Anthony Fasano - 88 Jeron Mastrud Offensive Linemen - 75 Nate Garner G - 68 Richie Incognito G - 74 John Jerry G - 77 Jake Long T - 71 Jonathan Martin T - 51 Mike Pouncey C - 64 Josh Samuda C - 72 Will Yeatman T Defensive Linemen - 78 Tony McDaniel DT - 98 Jared Odrick DE/DT - 97 Kheeston Randall DT - 79 Derrick Shelby DE - 96 Paul Soliai DT - 94 Randy Starks DT - 50 Olivier Vernon DE - 91 Cameron Wake DE Linebacker - 56 Kevin Burnett OLB - 58 Karlos Dansby MLB - 59 Jonathan Freeny OLB - 57 Josh Kaddu OLB - 55 Koa Misi OLB - 53 Austin Spitler MLB - 93 Jason Trusnik OLB Defensive Back - 29 Jonathon Amaya SS - 28 Nolan Carroll CB - 30 Chris Clemons FS - 20 Reshad Jones SS - 31 Richard Marshall CB - 21 De'Andre Presley CB - 24 Sean Smith CB - 25 R. J. Stanford CB - 27 Jimmy Wilson FS Special Team - 5 Dan Carpenter K - 92 John Denney LS - 2 Brandon Fields P Lista delle riserve - 46 Jonas Gray RB (NF-Inj.) - 37 Kelcie McCray SS (IR) Squadra di allenamento - 66 Chas Alecxih DT - 63 Chandler Burden G - 83 Jeff Fuller WR - 67 Andrew McDonald OT - -- Louis Nzegwu DE - -- Julian Posey CB - 40 Anderson Russell FS - 85 Brian Tyms WR Roster aggiornato al 2012 53 attivi, 2 inattivi, 8 nella squadra di allenamento, 0 free agent |
| Legenda - I rookie sono in corsivo. - Il primo ruolo è il principale mentre gli eventuali successivi indicano i ruoli secondari. - (IR) sta per Injured Reserve ed indica la lista ristretta per un solo giocatore infortunato che può tornare ad allenarsi dopo la settimana 6 e a rientrare in prima squadra dopo che questa ha giocato 8 partite. - (NF-Inj.) / (NF-Ill.) stanno rispettivamente per Non-Football Injured e Non-Football Illness ed indicano le liste dove viene inserito un giocatore che ha un infortunio o una malattia non dipendente dal football americano. - (PUP) sta per Physically Unable to Perform ed indica la lista dove viene inserito un giocatore mentre è in attesa di recuperare la condizione fisica. Nella stagione regolare dopo la sesta partita giocata dalla propria squadra, il giocatore ha tempo tre settimane per riprendere ad allenarsi, più tre settimane aggiuntive dal suo rientro agli allenamenti per rientrare in prima squadra. |

## Calendario

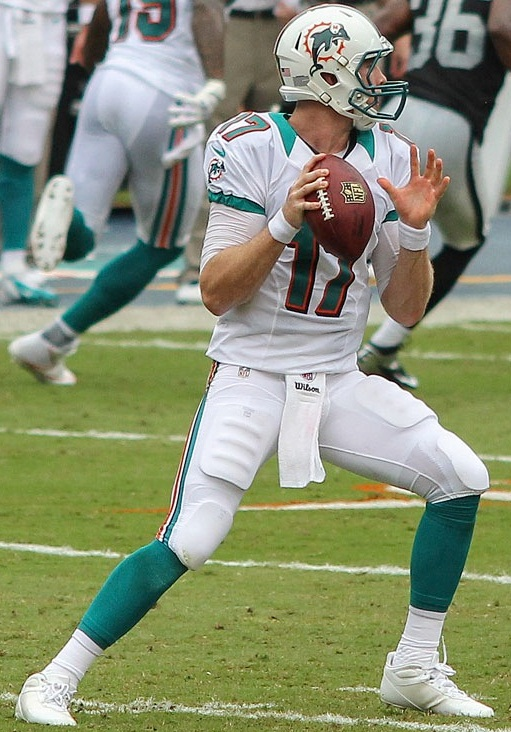
Ryan Tannehill, la scelta del primo giro della squadra nel 2012.

### Stagione regolare
| Turno | Data               | Ora                | Avversario             | Risultato          | Risultato          | Stadio                        | TV                 | Tabellino          |
| Turno | Data               | Ora                | Avversario             | Final score        | Team record        | Stadio                        | TV                 | Tabellino          |
| ----- | ------------------ | ------------------ | ---------------------- | ------------------ | ------------------ | ----------------------------- | ------------------ | ------------------ |
| 1     | 9/9                | 1:00 p.m. EDT      | @ Houston Texans       | S 10–30            | 0–1                | Reliant Stadium               | CBS                | Recap              |
| 2     | 16/9               | 1:00 p.m. EDT      | Oakland Raiders        | V 35–13            | 1–1                | Sun Life Stadium              | CBS                | Recap              |
| 3     | 23/9               | 1:00 p.m. EDT      | New York Jets          | S 20–23 (dts)      | 1–2                | Sun Life Stadium              | CBS                | Recap              |
| 4     | 30/9               | 4:05 p.m. EDT      | @ Arizona Cardinals    | S 21–24 (dts)      | 1–3                | University of Phoenix Stadium | CBS                | Recap              |
| 5     | 7/10               | 1:00 p.m. EDT      | @ Cincinnati Bengals   | V 17–13            | 2–3                | Paul Brown Stadium            | CBS                | Recap              |
| 6     | 14/10              | 1:00 p.m. EDT      | St. Louis Rams         | V 17–14            | 3–3                | Sun Life Stadium              | Fox                | Recap              |
| 7     | Settimana di pausa | Settimana di pausa | Settimana di pausa     | Settimana di pausa | Settimana di pausa | Settimana di pausa            | Settimana di pausa | Settimana di pausa |
| 8     | 28/10              | 1:00 p.m. EDT      | @ New York Jets        | V 30–9             | 4–3                | MetLife Stadium               | CBS                | Recap              |
| 9     | 4/11               | 1:00 p.m. EST      | @ Indianapolis Colts   | S 20–23            | 4–4                | Lucas Oil Stadium             | CBS                | Recap              |
| 10    | 11/11              | 1:00 p.m. EST      | Tennessee Titans       | S 3–37             | 4–5                | Sun Life Stadium              | CBS                | Recap              |
| 11    | 15/11              | 8:20 p.m. EST      | @ Buffalo Bills        | S 14–19            | 4–6                | Ralph Wilson Stadium          | NFLN               | Recap              |
| 12    | 25/11              | 1:00 p.m. EST      | Seattle Seahawks       | V 24–21            | 5–6                | Sun Life Stadium              | Fox                | Recap              |
| 13    | 2/12               | 1:00 p.m. EST      | New England Patriots   | S 16–23            | 5–7                | Sun Life Stadium              | CBS                | Recap              |
| 14    | 9/12               | 4:05 p.m. EST      | @ San Francisco 49ers  | S 13–27            | 5–8                | Candlestick Park              | CBS                | Recap              |
| 15    | 16/12              | 1:00 p.m. EST      | Jacksonville Jaguars   | V 24–3             | 6–8                | Sun Life Stadium              | CBS                | Recap              |
| 16    | 23/12              | 1:00 p.m. EST      | Buffalo Bills          | V 24–10            | 7–8                | Sun Life Stadium              | CBS                | Recap              |
| 17    | 30/12              | 4:25 p.m. EST      | @ New England Patriots | S 0–28             | 7–9                | Gillette Stadium              | CBS                | Recap              |

LEGENDA
Grassetto indica avversari della propria division

## Leader della squadra
|                            | Giocatore      | Valore          |
| -------------------------- | -------------- | --------------- |
| Yard passate               | Ryan Tannehill | 3294 Yards      |
| Touchdown passati          | Ryan Tannehill | 12 TDs          |
| Yard corse                 | Reggie Bush    | 986 Yard        |
| Touchdown su corsa         | Reggie Bush    | 6 TDs           |
| Yard ricevute              | Brian Hartline | 1083 Yard       |
| Touchdown ricevuti         | Anthony Fasano | 5 TD            |
| Punti                      | Dan Carpenter  | 92 punti        |
| Yard su ritorno da kickoff | Marcus Thigpen | 1040 Yard       |
| yard su ritorno da punt    | Marcus Thigpen | 316 Yard        |
| Tackle                     | Karlos Dansby  | 101 Tackle sol. |
| Sack                       | Cameron Wake   | 15,0 sack       |
| Intercetti                 | Reshad Jones   | 4 INT           |